# Macarena Ramos
Macarena Ramos Astorga (n. 16 de enero de 1997), es una jugadora chilena de hockey patines, militante desde 2015 en el Sport Lisboa e Benfica, con el cual, y al término de 2019, ha ganado un total de 20 títulos oficiales en la más alta categoría de la liga portuguesa. También destaca su participación por la selección chilena de hockey, donde ha contribuido en la obtención de dos medallas de bronce en el campeonato mundial de la disciplina, en 2014 y 2019, así como una medalla de plata en los panamericanos de 2018 y una de oro en 2021.

## Clubes
Listado de clubes en que Ramos participó:
| Club                  | País     | Año        |
| --------------------- | -------- | ---------- |
| Liceo Manuel de Salas | Chile    | princ—2005 |
| Universidad de Chile  | Chile    | 2005—2013  |
| Universidad Católica  | Chile    | 2013—2014  |
| Club Vilanova         | Chile    | 2015—2015  |
| Benfica               | Portugal | 2015—2018  |
| CH Cerdanyola         | España   | 2018—2019  |
| Benfica               | Portugal | 2019—2023. |
| APAC Tojal            | Portugal | 2023—pres. |

## Palmarés

### Torneos nacionales
| Título                | Club    | País     | Año  |
| --------------------- | ------- | -------- | ---- |
| Supercopa de Portugal | Benfica | Portugal | 2015 |
| Copa de Portugal      | Benfica | Portugal | 2016 |
| Supercopa de Portugal | Benfica | Portugal | 2016 |
| Primera División      | Benfica | Portugal | 2017 |
| Copa de Portugal      | Benfica | Portugal | 2017 |
| Supercopa de Portugal | Benfica | Portugal | 2017 |
| Primera División      | Benfica | Portugal | 2018 |
| Copa de Portugal      | Benfica | Portugal | 2018 |
| Supercopa de Portugal | Benfica | Portugal | 2018 |
| Supercopa de Portugal | Benfica | Portugal | 2019 |

### Torneos internacionales
| Título                   | Club               | País  | Año  |
| ------------------------ | ------------------ | ----- | ---- |
| Bronce en el Mundial     | Selección de Chile | Chile | 2014 |
| Plata en el Panamericano | Selección de Chile | Chile | 2018 |
| Bronce en el Mundial     | Selección de Chile | Chile | 2019 |
| Oro en el Panamericano   | Selección de Chile | Chile | 2021 |

## Polémicas
En 2017, luego de haber disputado el campeonato mundial de aquel año en China y obtener el cuarto puesto con Chile, tuvo dificultades producto de un malentendido con sus documentos de visado en Alemania, y a pesar de poseer residencia fija en Lisboa, se mantuvo deportada durante dos días, hasta que vio superada esta situación.